# Неуловимый Хабба Хэн

Неуловимый Хабба Хэн — книга Макса Фрая, 3-я книга серии «Хроники Ехо». История, рассказанная сэром Максом из Ехо.

## Аннотация
Некоторые тайны остаются тайнами только потому, что не могут быть высказаны словами; звуки и буквы – неподходящие символы для составления этих магических формул. Иные же тайны – и не тайны вовсе, так, мелкие секреты, зато – чужие. Личные. Приватные.
В повести о неуловимом Магистре по имени Хабба Хэн предостаточно и тех, и других тайн. Некоторые будут раскрыты, некоторые – слегка приоткрыты, а некоторые так и останутся тайнами, недоступными нашему пониманию, но сердцу и воображению – вполне.
Почему бы и нет?..

## Сюжет
После возвращения из путешествия в Харумбу, в котором Макс сопровождал магистра Нуфлина Мони Маха, с Максом начинает твориться неладное. Он становится раздражителен, срывается на всех подряд. Сэр Джуффин Халли даёт ему понять, что дело в том, что у Макса больше нет меча Короля Мёнина, который помогал ему сдерживать себя. Теперь Максу необходимо научиться сдерживать свой характер самостоятельно, чтобы не представлять опасность для окружающих.
Макс неплохо справляется с этой задачей наяву. Однако во сне он регулярно срывается на ком-то, и последствия этих срывов отражаются на реальности.
Тогда сэр Джуффин предлагает ему выбор: либо уехать из столицы на пару дюжин лет, пока сам не научится себя контролировать, либо попытаться найти магистра Хаббу Хэна, якобы обладающего огромной магической силой.
Однако найти Хаббу Хэна почти невозможно. Во-первых, Хабба Хэн будет встречаться только с человеком, знающим о его существовании, поскольку не желает встречаться со всеми подряд. Во-вторых, он не будет встречаться с человеком, знающим о его существовании и не желающим его видеть, потому что такая встреча никому не нужна. И в-третьих, он не будет встречаться с человеком, который знает о его существовании и хочет его встретить, поскольку не желает тратить своё время на людей, идущих на поводу у своих желаний.
Макс предпринимает попытки найти Хаббу Хэна, прибегая к самым безумным способам: пробовал съесть Супа Отдохновения(местный слабый наркотик, вызывающий у Макса галлюцинации и крайне плохое самочувствие в итоге), чтобы довести себя до состояния, когда уже ничего не хочется; пытался научиться, подобно нищим, хотеть и не хотеть денег, чтобы понять принцип, но и это не помогло. Наконец, сэр Шурф Лонли-Локли воспринял всерьёз фразу Макса о том, что он хотел бы побывать в шкуре Шурфа, мол, тот бы мигом нашёл неуловимого Магистра. И Шурф предлагает Максу провести Обмен Ульвиара — древний ритуал обмена тенями, влекущий за собой временный (менее, чем на сутки) обмен личностями.
В таком состоянии Максу удаётся найти Хаббу Хэна, который даёт ему понять, как он может себя сдерживать.